# White Oak (Pennsylvanie)
Pour les articles homonymes, voir White Oak.
White Oak est un borough situé dans le comté d'Allegheny, en Pennsylvanie, aux États-Unis,. En 2010, il comptait une population de 7 862 habitants. Il est incorporé le 24 juin 1948.

## Démographie
Lors du recensement de 2010, le borough comptait une population de 7 862 habitants. Elle est estimée, le 1er juillet 2019, à 7 539 habitants.

### Source de la traduction
- (en) Cet article est partiellement ou en totalité issu de l’article de Wikipédia en anglais intitulé « White Oak, Pennsylvania » (voir la liste des auteurs).